# Мигель, Агнес
Агнес Мигель (нем. Agnes Miegel; 9 марта 1879, Кёнигсберг — 26 октября 1964, Бад-Зальцуфлен) — немецкая поэтесса и прозаик.

## Биография
Отец Агнес, Адольф Мигель, был коренным немцем-пруссаком и занимался торговлей. Предки матери (Хелена Мигель, урождённая Хофер) происходили из Зальцбурга, но были вынуждены покинуть его и обосноваться в Пруссии в 1743 году из-за религиозных гонений (они были протестантами).
Агнес родилась и провела детство в Кнайпхофе — расположенном на острове районе Кёнигсберга. Поздне́е узкие улочки острова и доминирующая над ними громада кафедрального собора отозвались в её творчестве.
Литературный успех пришёл к поэтессе в 1907 году, с выходом её второй книги стихов «Баллады и песни». Основной темой творчества Агнес была Восточная Пруссия — её природа, быт, история, фольклор.
Поэтесса откликнулась на трагедию Первой мировой войны стихотворением «У садовой ограды». Возможно, две соседки, беседующие о своих погибших сыновьях, символизируют Россию и Германию.

Наши юные мальчики 

 спят от весны до весны

 на зелёных равнинах 

 между Волгой и Вислой.

 Над твоею избою

 не увидать конька,

 чёрный дым от пожарищ

 прямо в сад мой пригнало.

 Свежим хлебом не пахнет, 

 не слышно, не видно стало

 ни поющего сплавщика,

 ни его огонька.

 Ночью, когда петух кричит

 “Ку-ка-ре-ку” — жизни ради,

 слышу тебя я плачущей

 и малышей твоих.

 Делят сполохи небо

 страшное на двоих.
Перевод с немецкого Сэма Симкина

В 1916 году Мигель получает литературную премию имени Генриха Клейста. В 1924 году она стала почётным доктором Кёнигсбергского университета.
В 1933 году Мигель вместе с 87 другими германскими литераторами подписала так называемую «Клятву верности» (нем. Gelöbnis treuester Gefolgschaft) пришедшему к власти в Германии Адольфу Гитлеру и в дальнейшем поддерживала нацистское руководство страной. В 1939 году Мигель вступила в НСДАП; в том же году ей было присвоено звание почётного гражданина Кёнигсберга с пожизненным правом бесплатного проживания в городе.
27 февраля 1945 года она, вместе со многими другими беженцами, покинула прусскую родину — как оказалось, навсегда.
И после войны творчество поэтессы оставалось посвящено Пруссии. О горечи потери родины говорят написанные ею строки: «Остров… Герб мой… Судьба… Начало… Все имела — и потеряла».
Агнес Мигель скончалась 26 октября 1964 года. В последний путь её пришли проводить более тысячи человек.